# Czacz (województwo wielkopolskie)
Czacz (niem. Schatz) – wieś w Polsce w gminie Śmigiel, w powiecie kościańskim, w województwie wielkopolskim, 3 km od Śmigla, przy drodze ekspresowej S5, na lewym brzegu rzeki Samica Kościańska.

## Historia
Wieś historycznie należała do Wielkopolski. Ma metrykę średniowieczną i jest notowana od połowy XIV wieku. Po raz pierwszy wymieniona została w łacińskojęzycznym dokumencie z 1352 pod nazwą Czacze, 1359 Czacz, 1442 Czacz Maior, 1473 Czyacz, 1447 Czadcz, 1497 Czaczko.
Okolice wsi były jednak zasiedlone wcześniej, niż odnotowały to zachowane źródła historyczne. Archeolodzy natrafili w okolicy na przypadkowe znaleziska pochodzące prawdopodobnie z grodziska lub z cmentarzyska. Niektóre z nich znaleziono w piaśnicy na południowy zachód od Czacza i datowane są na lata ok. 950–1100. W pobliżu odkryto także grodzisko wklęsłe o nieustalonej chronologii na bagnistych łąkach, tuż za parkiem podworskim, przecięte od południa kanałem Samicy oraz prawdopodobne średniowieczne grodzisko stożkowate, 450 m na północny wschód od mostu szosowego na Samicy oraz 100 m na południe od kanału Samicy.
Miejscowość była wsią szlachecką należącą do lokalnej szlachty wielkopolskiej z rodu Czackich, którzy od nazwy wsi przyjęli odmiejscowe nazwisko. W 1487 leżała w powiecie poznańskim Korony Królestwa Polskiego. Od 1401 była siedzibą własnej parafii, a w 1510 należała do dekanatu Kościan.
W 1352 wspomniany został właściciel we wsi Michał z Czacza, uczestnik konfederacji szlachty wielkopolskiej. W 1358 Jan brat wojewody poznańskiego Maćka Borkowica skazany został przez króla polskiego Kazimierza Wielkiego na karę śmierci, a jego fortalicjum o nazwie Czacz zostało skonfiskowane. W 1370 Michał z Czacza, brat Mikołaja kantora łęczyckiego, utracił Czacz wskutek konfiskaty ponieważ nastawał na życie króla.
Na przełomie XIV i XV wieku właścicielami wsi byli Ramszowie, którzy o jej nazwy przyjęli odmiejscowe nazwisko Czackich. W latach 1388–1400 jako właściciel we wsi notowany był niejaki Ramsz lub Ramszyk z Czacza. W latach 1401–1406 odnotowano Andrzeja z Czacza, Czackiego, którego historycy uznają jako tożsamego z Henrykiem Czackim, a ściślej Henrykiem z Opola na Śląsku lub z Opalenia na Łużycach. Zdaniem polskiego historyka Stanisława Kozierowskiego był on bratem Ramsza.
W 1397 odnotowany został w dokumentach zastaw jaki na Czaczu miał Mikołaj Szaldorf z Czacza. W 1401 w aktach sądowych odnotowany został kolejny właściciel wsi Jan Stopacz z Mórkowa przy okazji sporu sądowego z sądem ziemskim w Kościanie o człowieka z Czacza, którego osądzono i powieszono. W 1402 część wsi Czacz kupił od Jana Stopacza kasztelan książęcy Henryk z Zimnej Wody (dziś Zimnowoda). Po jego śmierci majątek dziedziczą synowie Mikołaj, Piotr i Jan z Zimnej Wody. W 1407 kupują oni za 1500 grzywien szer. groszy praskich od Mikołaja z Granowa syna kasztelana nakielskiego Wincentego część zamku (łac. castrum) oraz wsi Czacz, a także wsie Brońsko i Glińsko.
W 1413 odnotowano zbrojny najazd na wieś przeprowadzony przez lokalnego szlachcica wraz z mieszczanami kościańskimi. Grzymka Czacka pozwała Przybysława Gryżyńskiego o najazd na Czacz oraz schwytanie 7 kmieci i powieszenie jednego z nich. Pozwała także rajców kościańskich z powodu udziału w tym najeździe 50 mieszczan z miasta Kościan.
W 1410 po raz pierwszy odnotowane zostało użycie pieczęci z herbem Świnka należącym do właścicieli wsi, którego używali także kolejni dziedzice Czacza i Glińska. W 1560 uzywali go także Piotr i Wojciech Czaccy oraz ich bratankowie Wojciech, Andrzej, Jan, Marcin, Stanisław i Kasper Czaccy. W 1434 Mikołaj, Piotr i Jan posiadający majątek na zasadzie niedziału sprzedali za 24 grzywny wikariuszom katedry poznańskiej 2 grzywny czynszu rocznego jaki mieli na Czaczu. W latach 1404–1453 dziedzicem na Czaczu był Mikołaj Czacki syn Henryka z Zimnej Wody kasztelana książęcego oraz brat Piotra i Jana. W 1432 toczył on z Blizborem z Karśnic spór graniczny przed sądem ziemskim o granice pomiędzy Czaczem a Karśnicami. W 1449 Mikołaj sprzedał 20 zł węgierskich czynszu za 300 złotych węgierskich na swych częściach w Czacza, Brońska i Glińska Mikołajowi Miklaszowi Malczewskiemu, który uposażył tym czynszem altarię św. Trójcy w kolegiacie NMP w Poznaniu.
W 1465 właścicielem części Czacza oraz Glińska został Mikołaj z Bnina Stęszewski. Spadkobierca po nim, Maciej z Bnina Mosiński w 1479 sprzedał te majętności Janowi Ciołkowi Pod koniec XV wieku właścicielem we wsi był kanonik poznański Mikołaj Czacki syn Piotra. W 1497 jego dobra w Czaczu, Glińsku, Brońsku i Robaczynie zostały mu skonfiskowane przez króla polskiego Jana Olbrachta z powodu zaniedbania obowiązku wyprawy wojennej. Otrzymał je od króla łożny królewski Wincenty Czacki, który w 1502 zapisał 40 złotych węgierskich na budowę nowej szkoły przy katedrze poznańskiej.
W 1462 Sędziwój z Czacza zapisał żonie Barbarze po 200 grzywien posagu oraz wiana na połowie swych dóbr, przypadających mu z podziału pomiędzy braćmi, tj. na połowie, Glińska, Brońska i Jeligowa. W 1474 wdowa po nim Barbara, wraz ze swoją nieletnią córką Barbarą, wysyła na wyprawę wojenną (najazd na Polskę Macieja Korwina) służebnika w swoim zastępstwie ze swojej oprawy wdowiej w Czaczu, tj. z 18 grzywien czynszu na wsi. W 1494 odnotowano we wsi folwark lezący w dolnej części miejscowości należący do Jana Czackiego.
Miejscowość odnotowana została także w licznych dokumentach podatkowych. W 1563 z części Jana Ciołka pobrano podatki z 13 i 1/4 łana, z karczmy dorocznej, młyna dorocznego o jednym kole walnym oraz od jednej komorniczki. Z części należącej natomiast do Czackiego pobrano z 11 łanów, od karczmy dorocznej, wiatraka dorocznego oraz od 4 komorników. W 1566 z części Jana Czackiego Ciołka pobrano z 11 łanów, od 9 zagrodników, jednego rzemieślnika, jednego komornika, młyna o jednym kole oraz od karczmy dorocznej. Z części Jana Czackiego syna zmarłego Piotra Czackiego miał miejsce pobór z 5,5 łana, od 5 zagrodników, wiatraka dorocznego oraz karczmy dorocznej. Z części Czackich synów zmarłego Macieja Czackiego pobrano podatki z 5,5 łana, 3 zagrodników. W 1581 z części Kaspra Czackiego pobrano podatki z 5 łanów, 1,5 łana opuszczonego, 2 zagrodników, 2 komorników wymłockowych, karczmy z jednym zagrodnikiem, 3 komorników, kolonisty zatrudnianego do pługa. Z części Andrzeja, Krzysztofa i Piotra Czackich oraz Stanisława Robaczyńskiego pobrano podatki z 7 łanów, 4 łanów opuszczonych, 9 zagrodników, 9 komorników oraz od 3 pługów. W 1599 biedni ze szpitala św. Ducha pod Grodziskiem Wielkopolskim pozwali przed sądem Krzysztofa Czackiego oraz Stanisława i Macieja Czackiego synów zmarłego Stanisława Czackiego o czynsz w wysokości 17 złotych węgierskich od sumy 204 złotych węgierskich, zapisany im przez zmarłego Piotra na jego częściach Czacza, Brońska i Glińska, ale niewypłacany od 50 lat.
Wieś szlachecka położona była w 1581 roku w powiecie kościańskim województwa poznańskiego w Rzeczypospolitej Obojga Narodów.
Od 1603 Czacz znajdował się w rękach Gajewskich herbu Ostoja. W latach 1775–1830 właścicielami byli Szołdrscy, a po nich, aż do 1939 Żółtowscy.
W wyniku II rozbioru Rzeczypospolitej w 1793 miejscowość przeszła w posiadanie Prus i jak cała Wielkopolska znalazła się w zaborze pruskim. W okresie Wielkiego Księstwa Poznańskiego (1815–1848) miejscowość wzmiankowana jako Czacz należała do wsi większych w ówczesnym powiecie Kosten rejencji poznańskiej. Czacz należał do okręgu kościańskiego tego powiatu i stanowił siedzibę majątku Czacz, który należał wówczas do Marcelego Żółtowskiego. Według spisu urzędowego z 1837 roku Czacz liczył 652 mieszkańców, którzy zamieszkiwali 64 dymy (domostwa).
W latach 1954–1968 wieś należała i była siedzibą władz gromady Czacz, po jej zniesieniu w gromadzie Śmigiel. W latach 1975–1998 miejscowość administracyjnie należała do województwa leszczyńskiego.
Urodził się tu Marian Węclewicz (ur. 6 kwietnia 1903, zm. 8 grudnia 1986) – podpułkownik Wojska Polskiego, powstaniec wielkopolski, uczestnik wojny polsko-bolszewickiej, adwokat.

## Zabytki
- kościół św. Michała, gotycki, z pierwszej połowy XIV wieku. Przebudowany w 1653 przez Krzysztofa Bonadurę Starszego w stylu wczesnobarokowym. Wieża z 1682, pierwotnie z hełmem, od 1837 nakryta dachem namiotowym. Wnętrze o sklepieniu kolebkowym z dekoracjami stiukowymi z okresu przebudowy kościoła. Ambona i stalle z 1730. Ołtarze barokowe z 1798, w ołtarzu głównym obraz Matki Boskiej Szkaplerznej z 1655. Przy kościele barokowa brama i neogotycka plebania z 1818.
- zabytkowy pałac znajduje się w parku
- grodzisko stożkowe, wczesnośredniowieczne, położone na wzniesieniu nad lewym brzegiem Samicy.

Od końca XX w. nastąpił tu rozkwit handlu komisowego, którego szczyt przypadł na lata 2004–2007. Liczbę placówek handlowych w roku 2010 oceniano na 200.

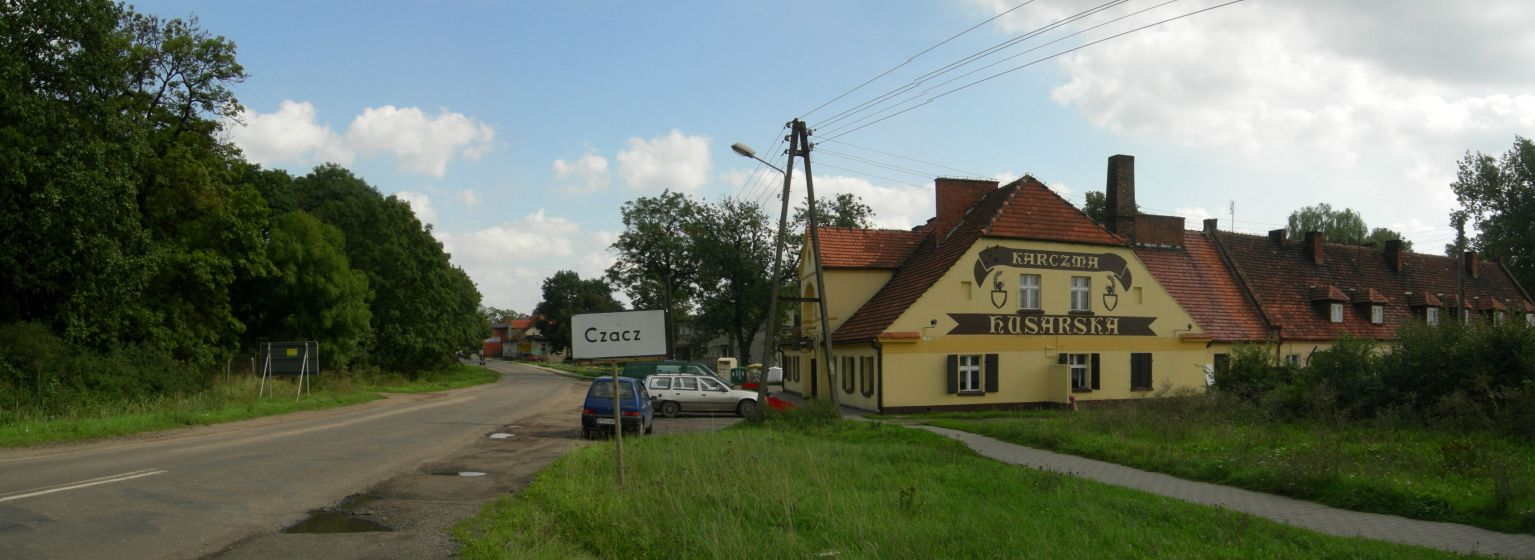
Czacz. Wjazd do miejscowości
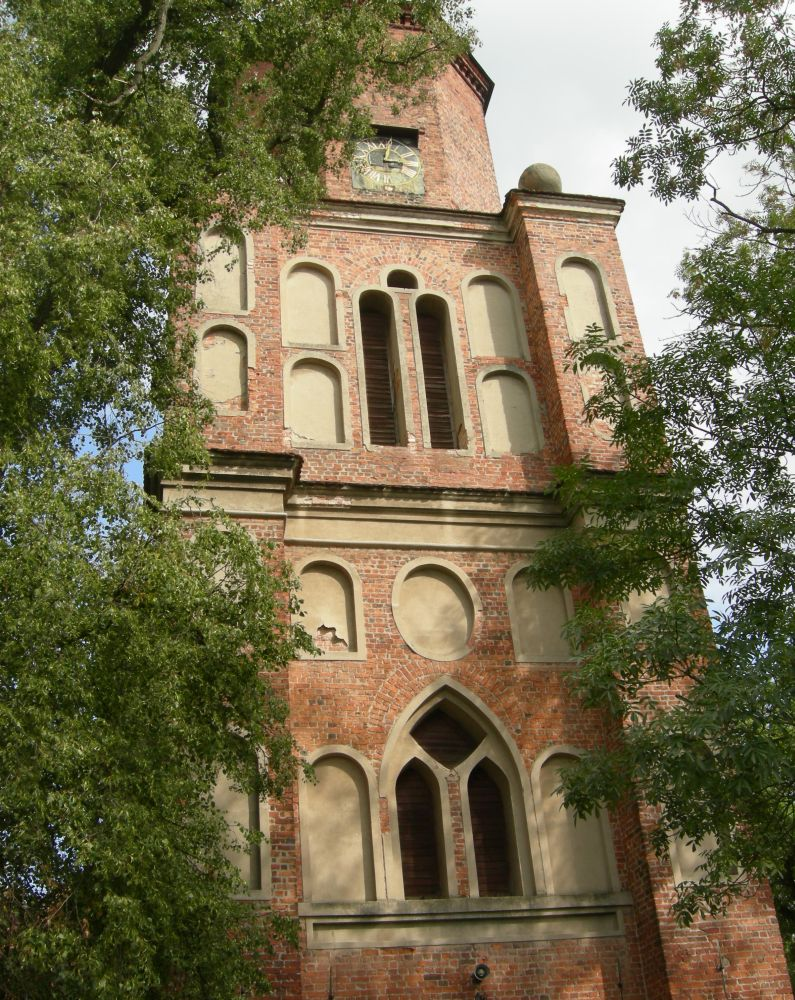
Wieża kościoła